# Tusker FC
El Tusker FC es un equipo de fútbol de Kenia que participa en la Liga keniana de fútbol, principal categoría de fútbol en el país.

## Historia
Fue creado en la capital Nairobi en 1970, su dueño es la Cervecería East African y su nombre se debe a uno de los tipos de cerveza de la compañía. Se les conocía como Kenya Breweries hasta 1999.

## Palmarés

### Torneos Nacionales
- Liga keniana de fútbol: 13

1972, 1977, 1978, 1994, 1996, 1999, 2000, 2007, 2011, 2012, 2016, 2020/21, 2021/22
- Copa de Kenia: 3

1975, 1989, 1993
- Supercopa de Kenia: 3

2012, 2013, 2021

### Torneos internacionales
- Copa de Clubes de la CECAFA: 5

1988, 1989, 2000, 2001, 2008
- Hedex Super Copa de África del Este: 2

1994, 1995

## Participación en competiciones de la CAF
| Temporada | Torneo                            | Ronda            | Club                 | Casa  | Visita | Global      |
| --------- | --------------------------------- | ---------------- | -------------------- | ----- | ------ | ----------- |
| 1973      | Copa Africana de Clubes Campeones | 1                | Tele SC Asmara       | 1-1   | 1-1    | 2-2 (5-4 p) |
| 1973      | Copa Africana de Clubes Campeones | 2                | Simba FC             | 3-1   | 1-2    | 4-3         |
| 1973      | Copa Africana de Clubes Campeones | Cuartos de final | Ismaily SC           | 0-0   | 1-2    | 1-21        |
| 1973      | Copa Africana de Clubes Campeones | Semifinales      | Asante Kotoko        | 0-2   | 1-2    | 1-4         |
| 1976      | Recopa Africana                   | 1                | Shooting Stars FC    | 0-2   | 0-3    | 0-5         |
| 1979      | Copa Africana de Clubes Campeones | 1                | Al-Merrikh SC        | w.o.2 | w.o.2  | w.o.2       |
| 1986      | Copa Africana de Clubes Campeones | 1                | Brewery Jimma        | 0-0   | 1-2    | 1-2         |
| 1990      | Recopa Africana                   | 1                | Nakivubo Villa       | 0-0   | 2-1    | 2-1         |
| 1990      | Recopa Africana                   | 2                | BTM Antananarivo     | 1-1   | 0-0    | 1-1 (a)     |
| 1993      | Recopa Africana                   | 1                | Wankie FC            | 1-1   | 2-0    | 3-1         |
| 1993      | Recopa Africana                   | 2                | Al-Merrikh SC        | 1-1   | 0-1    | 1-2         |
| 1994      | Recopa Africana                   | 1                | Ferroviário da Beira | 2-0   | 3-1    | 5-1         |
| 1994      | Recopa Africana                   | 2                | Rayon Sport FC       | w.o.3 | w.o.3  | w.o.3       |
| 1994      | Recopa Africana                   | Cuartos de final | US Stade Tamponnaise | 1-0   | 1-1    | 2-1         |
| 1994      | Recopa Africana                   | Semifinales      | Mbilinga FC          | 3-0   | 1-1    |             |
| 1994      | Recopa Africana                   | Final            | DC Motema Pembe      | 0-3   | 2-2    | 2-5         |
| 1996      | Copa CAF                          | 1                | UEB                  | 2-0   | 0-1    | 2-1         |
| 1996      | Copa CAF                          | 2                | Hay El Arab          | 0-0   | 1-0    | 1-0         |
| 1996      | Copa CAF                          | Cuartos de final | Ports Authority FC   | 1-0   | 0-1    | 1-1 (4-2 p) |
| 1996      | Copa CAF                          | Semifinales      | KAC Marrakech        | 1-0   | 1-4    | 2-4         |
| 1997      | Liga de Campeones de la CAF       | 1                | Al-Hilal Omdurmán    | 0-0   | 0-0    | 0-0 (2-4 p) |
| 2000      | Liga de Campeones de la CAF       | Preliminar       | Red Sea FC           | 1-1   | 1-1    | 2-2 (5-3 p) |
| 2000      | Liga de Campeones de la CAF       | 1                | Al-Ahly              | 1-0   | 1-3    | 2-3         |
| 2001      | Liga de Campeones de la CAF       | 1                | Saint-George SA      | 0-0   | 1-1    | 1-1 (a)     |
| 2001      | Liga de Campeones de la CAF       | 2                | ES Tunis             | 2-1   | 0-1    | 2-2 (a)     |
| 2005      | Liga de Campeones de la CAF       | Preliminar       | KMKM                 | 4-1   | 3-0    | 7-1         |
| 2005      | Liga de Campeones de la CAF       | 1                | Zamalek SC           | 1-0   | 1-3    | 2-3         |
| 2006      | Liga de Campeones de la CAF       | Preliminar       | Red Sea FC           | 3-1   | 1-0    | 4-1         |
| 2006      | Liga de Campeones de la CAF       | 1                | Al-Ahly              | 0-2   | 0-3    | 0-5         |
| 2008      | Liga de Campeones de la CAF       | Preliminar       | Al Tahrir            | dq4   | dq4    | dq4         |
| 2012      | Liga de Campeones de la CAF       | Preliminar       | APR FC               | 0-0   | 0-1    | 0-1         |
| 2017      | Liga de Campeones de la CAF       | Preliminar       | AS Port-Louis 2000   | 1-1   | 1-2    | 2-3         |
| 2021/22   | Liga de Campeones de la CAF       | 1                | Arta/Solar7          | 3-0   | 1-1    | 4-1         |
| 2021/22   | Liga de Campeones de la CAF       | 2                | Zamalek SC           | 0-1   | 0-4    | 0-5         |
| 2021/22   | Copa Confederación de la CAF      | Playoff          | CS Sfaxien           | 0-0   | 0-1    | 0-1         |

1- Ismaily abandonó el torneo.

2- Ambos equipos abandonaron el torneo.

3- Rayon Sport abandonó el torneo.

4- Tusker fue expulsado del torneo y condenado a pagar una multa de $5000 luego de que los oficiales de migración de Kenia se negaran a que los árbitros para el primer partido ingresaran al país.

## Jugadores

### Jugadores destacados
- Daniel Agina
- Zablon Amanaka
- McDonald Mariga
- Jacob Mulee
- Musa Otieno
- Erik Wanyama